# Schiffsmaschinenkommando
Das Schiffsmaschinenkommando war ein Fachkommando der Bundesmarine, das für alle Angelegenheiten der Schiffstechnik zuständig war. Ihm unterstanden Schulen und Versuchsstellen für Schiffstechnik.

## Geschichte
Das Schiffsmaschinenkommando wurde am 1. Juni 1956 in Kiel aufgestellt und unterstand dem Kommando der Marineausbildung. Im Zuge einer Umgliederung der Marine wurde es ab 1. Februar 1962 dem neu aufgestellten Zentralen Marinekommando zugeordnet und in Kommando der Schiffstechnik umbenannt. Bei einer weiteren Umgliederung wurde es am 1. Oktober 1965 als Inspektion der Schiffstechnik in das neu aufgestellte Marineamt eingegliedert und am 1. März 1966 an dessen Dienstsitz nach Wilhelmshaven verlegt.
Dabei wurden alle Inspektionen einschließlich der Inspektion der Schiffstechnik aufgelöst und ihre Aufgaben auf die Abteilungen Marineausbildung und Marinerüstung aufgeteilt.

## Unterstellte Dienststellen
Dem Schiffsmaschinenkommando waren die für schiffstechnische Angelegenheiten zuständigen Schulen und zeitweilig eine Versuchsstelle unterstellt:
- Technische Marineschule I
- Technische Marineschule II (ab April 1959)
- Schiffssicherungslehrgruppe (ab August 1959)
- Schiffstechnische Überwachungs- und Versuchsstelle (ab September 1961)

## Kommandeure
- Fregattenkapitän August Wilhelm Heye: von der Aufstellung bis August 1956
- Kapitän zur See/Flottillenadmiral Hans Bartel: von Oktober 1956 bis September 1961
- Flottillenadmiral Hans Looschen: von September 1961 bis zur Auflösung

## Verweise